# Teses de Abril
As Teses de Abril foram uma série de diretivas emitidas pelo líder bolchevique Vladimir Lênin em Abril de 1917, após seu retorno a Petrogrado (São Petersburgo), na Rússia depois de seu exílio na Suíça, que mais tarde tornaram-se livres. As teses foram, em sua maioria, destinadas aos seus companheiros bolcheviques na Rússia e a retornarem para a Rússia a partir do exílio. Ele apelou para os sovietes (conselhos de trabalhadores) a tomarem o poder (como visto no lema "todo o poder aos sovietes"), denunciou liberais e sociais-democratas no Governo Provisório, chamando os bolcheviques para não cooperarem com o governo, e apelando para novas políticas comunistas. É nas Teses de abril que Lênin apresenta dez máximas analíticas de modo a traçar um programa para acelerar e completar a revolução que havia se iniciado em fevereiro daquele ano. As Teses de Abril influenciaram os Dias de Julho e a Revolução de Outubro nos próximos meses e estão identificados com o leninismo.
Basicamente era um estímulo tanto à remoção do apoio para a continuidade da Rússia na Primeira Guerra Mundial quanto para a desobediência militar dos soldados. No documento, Lenin explica que a Guerra Mundial era uma "guerra burguesa do capitalismo" e dessa forma jamais aconteceria a saída da Rússia da guerra enquanto o capital estivesse presente no governo provisório. As Teses de Abril tinham como base os três pilares: "Paz,Terra e Pão":
- Paz: a saída da Rússia da guerra
- Terra: promover a reforma agrária
- Pão: comida a todos